# Brigetta Barrett
Brigetta Barrett (nacida en Westchester, Nueva York, el 24 de diciembre de 1990) es una saltadora de altura estadounidense. Su mayor éxito es ganar la medalla de plata en los Juegos Olímpicos de 2012 en Londres.

## Inicios

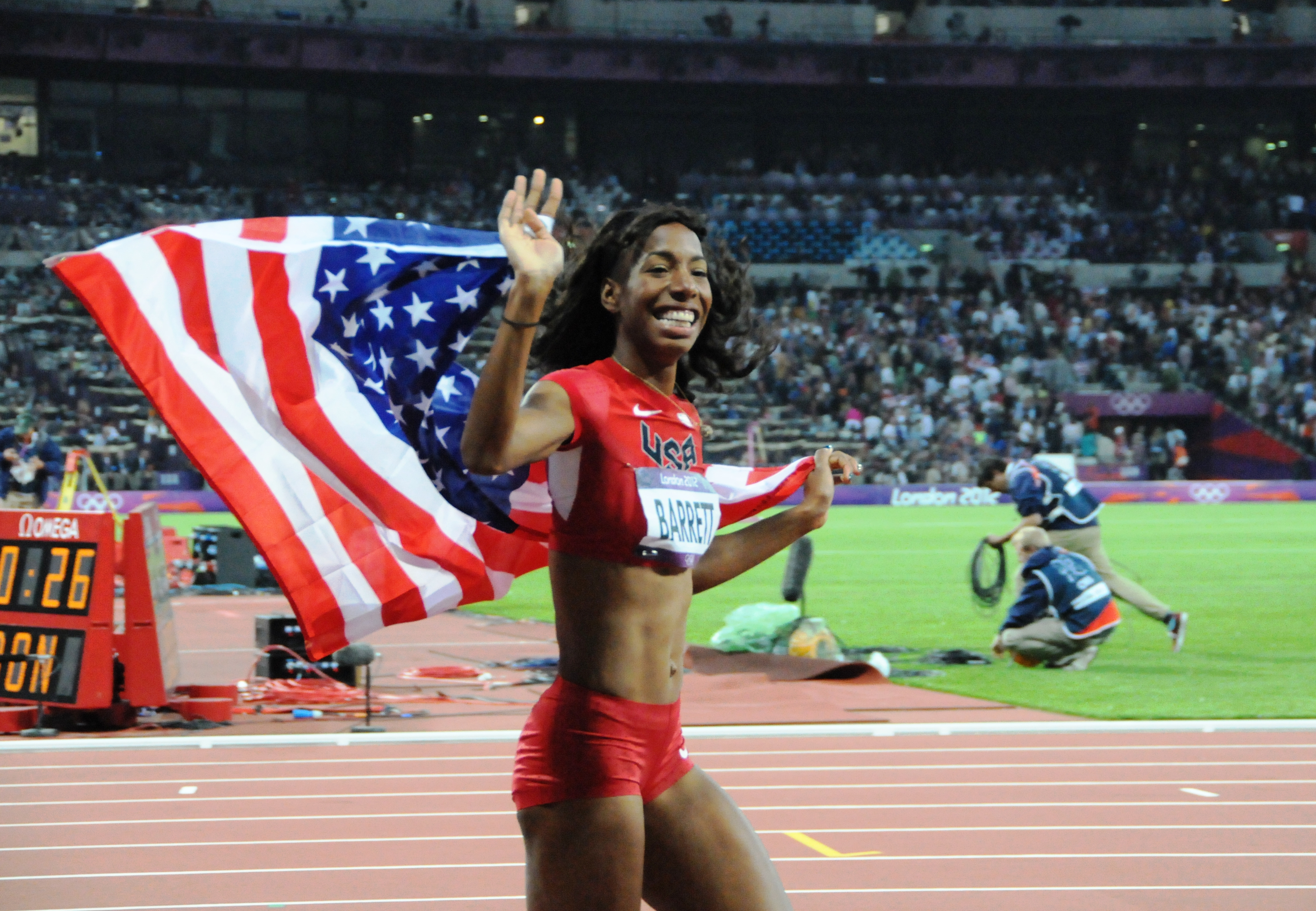
Brigetta Barrett en 2012.

En 2011 Barrett ganó los campeonatos nacionales y los Juegos Mundiales Universitarios en Shenzen, China, saltando 1,96 m, su mejor marca personal. En 2011, también participó en el Campeonato Mundial de Atletismo en Daegu, Corea del Sur, donde clasificó para la fase final.

## 2012
Durante la temporada bajo techo Barrett logró 1.97m en enero. Calificó a las pruebas olímpicas de Estados Unidos con 2.01m sólo superado por Chaunte Lowe. En los Juegos Olímpicos de Londres, saltó más alto que Lowe y se convirtió en el medallista de plata, por 2,03 m de salto, una nueva mejor marca personal.

## 2013
Barrett ganó en World Outdoor 2013 la medalla de plata (2.00m/6-6.75). Ganó el Campeonato de la NCAA a techo cubierto de 2013 (1.95m/6-4.75). Barrett ganó 2013 También ganó el Campeonato al aire libre de la NCAA (1.95m/6-4.75). Barrett es una de las finalistas para el premio Bowerman 2013.

## Vida personal
Barrett se graduó de la Escuela Superior de Duncanville en Duncanville, Texas (2009). Sus resultados de salto de altura le valió una beca en la Universidad de Arizona donde se graduó en mayo de 2013, ganando una licenciatura en artes teatrales.

## Retiro
En 2016, decidió retirarse del deporte, según su agencia de relaciones públicas y marketing. Estuvo desde julio de 2014 hasta enero de 2016 sin competencia, según Tilastopaja.org, que, según informes, se sometió a una cirugía de cadera durante ese receso. Compitió una vez en febrero de 2016, pero no logró una altura que la hubiera calificado automáticamente para las Pruebas Olímpicas, aunque podría haber sido invitada a las Pruebas eliminatorias.